# Armadillidium graecorum
Armadillidium graecorum är en kräftdjursart som beskrevs av Karl Wilhelm Verhoeff 1907. Armadillidium graecorum ingår i släktet Armadillidium och familjen klotgråsuggor. Inga underarter finns listade i Catalogue of Life.